# Romanzo storico sentimentale
Viene detto romanzo storico-sentimentale  quel genere di romanzo che narra vicende storiche intrecciate a una storia romantico sentimentale.
Nella letteratura italiana il genere letterario indicato come "storico sentimentale" è moderno e non molto diffuso, anche perché sono pochi gli autori italiani che si cimentano in questo genere che spesso è confuso con il romanzo rosa o con il romanzo storico tout court.
È inoltre di difficile definizione anche perché in Italia lo stesso romanzo storico non ha una tradizione profonda. Esempi di romanzo storico italiano, nel senso classico del termine possono essere I Promessi Sposi di Alessandro Manzoni, o I Viceré di Federico De Roberto, o i Cento anni di Giuseppe Rovani, o I Malavoglia di Giovanni Verga (già, quest'ultimo, in effetti, più verista che storico).
Diversa è la situazione in Inghilterra dove, accanto a romanzi  storici come quelli di Walter Scott, possiamo accostare, già dal XVIII secolo, opere storico-sentimentali come Pamela di Samuel Richardson. Anche in Francia si può accennare, a puro titolo di esempio per questo genere letterario, ai romanzi storico-sentimentali di Alexandre Dumas padre.
Il romanzo storico-sentimentale unisce un approfondito e puntuale affresco storico, una precisa ricostruzione ambientale e di costume, a una trama romantica e avvincente che mira a coinvolgere emotivamente il lettore. Queste caratteristiche non devono essere mai disgiunte da una forma letteraria curata e rigorosa e da uno studio psicologico approfondito dei caratteri dei personaggi. Solo con queste caratteristiche possiamo parlare di romanzo storico sentimentale.
Altra cosa è il romanzo rosa che esalta soprattutto la vicenda passionale dei protagonisti, mantenendo la ricostruzione storico ambientale spesso sfumata, imprecisa e di maniera, e lo studio dei personaggi superficiale e stereotipato. Così come diverso è il romanzo storico che si dedica soprattutto alla rievocazione di fatti storicamente accertati, a una ricostruzione di ambienti e costumi accurata, affidandosi a volte a un linguaggio epico che lascia in ombra le vicende sentimentali dei protagonisti e le loro passioni, spesso appena accennate o vissute in maniera distaccata e anodina.
In questi ultimi sessant'anni il romanzo storico sentimentale ha incontrato un crescente successo per la possibilità di essere tradotto dal cinema e dalla televisione. Spesso al posto di "romanzo storico sentimentale" è oggi usata la voce "romanzo sentimento".
Accanto a classici del romanzo storico sentimentale – i nomi citati sono solo e sempre  a puro titolo di esempio essendo gli autori di questo genere assai più numerosi – come  Ernest Hemingway, o Anne e Serge Golon con il ciclo di Angelica negli anni 1960, si accenna ai romanzi  più recenti di Isabel Allende o Melania Gaia Mazzucco.